# Edward Blackett (2e baronnet)

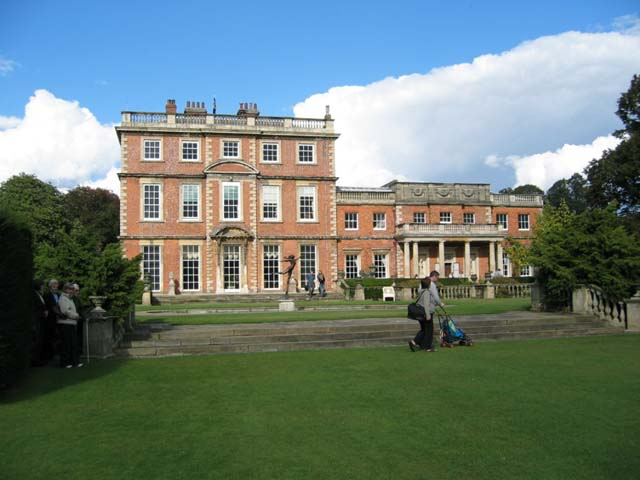
Newby Hall

Edward Blackett, 2e baronnet (25 octobre 1649 - 23 avril 1718) est un propriétaire terrien et homme politique anglais qui siège à la Chambre des communes à divers moments entre 1689 et 1701.

## Biographie
Il est le fils aîné de William Blackett (1er baronnet) et de son épouse Elizabeth Kirkley. Son père est un marchand de Newcastle et possède une vaste propriété, notamment des mines de charbon. Blackett devient membre de la compagnie des aventuriers marchands de Newcastle-upon-Tyne en 1672. Il épouse une héritière en 1674 et, peu après, il acquiert le domaine de Newby Park à Ripon, dans le Yorkshire.
Il est juge de paix pour le Northumberland et la North Riding of Yorkshire à partir de 1677 et pour Ripon à partir de 1679. De 1679 à 1680, il est haut-shérif de Northumberland lors du complot papiste et il impose activement des amendes aux récusés. Cependant, il est probablement un opposant à l'exclusion, car il reste sur les commissions de la paix en 1680. Il devient baronnet à la mort de son père en 1680. En 1684, il devient membre des Hostmen de Newcastle-upon-Tyne. En tant que juge de paix de la circonscription du Nord, il répond aux questions sur la loi de test et les lois pénales en février 1688, mais il est révoqué de la commission de la paix plus tard en 1688. Il devient citoyen de Ripon en septembre 1688 et est renommé juge de paix pour le Northumberland et North Riding en 1689. Il est également commissaire aux évaluations pour le Yorkshire, West and North Riding et le Northumberland .
Également en 1689, Blackett est élu député de Ripon pour un an de 1689 à 1690.
Il démolit la vieille maison du domaine de Newby et, en 1695, avec l'aide de Christopher Wren construit Newby Hall pour un coût de 32 000 £, qui demeure le siège de la famille jusqu'en 1748.
Il est élu député de Northumberland en 1698 et siège jusqu'en 1700.
Il est décédé à l'âge de 67 ans et est enterré à Ripon Minster.
Blackett épouse sa première épouse, Mary Norton, enfant unique et héritière de Thomas Norton de Langthorpe Yorkshire, en 1674. Elle meurt sans descendance. En 1676, il se remarie avec Mary Yorke, fille unique de John Yorke de Gowthwaite, avec laquelle il a plusieurs enfants. Enfin, en 1699, il épouse sa troisième et dernière épouse, Diana Delaval, veuve de Ralph Delaval et fille de George Booth (1er baron Delamer). Son fils aîné, de son second mariage, Edward, lui succède. Il est capitaine dans la Royal Navy jusqu'à ce qu'il devienne l'héritier, à la mort de son frère aîné en 1714 ,.